# Pemberley

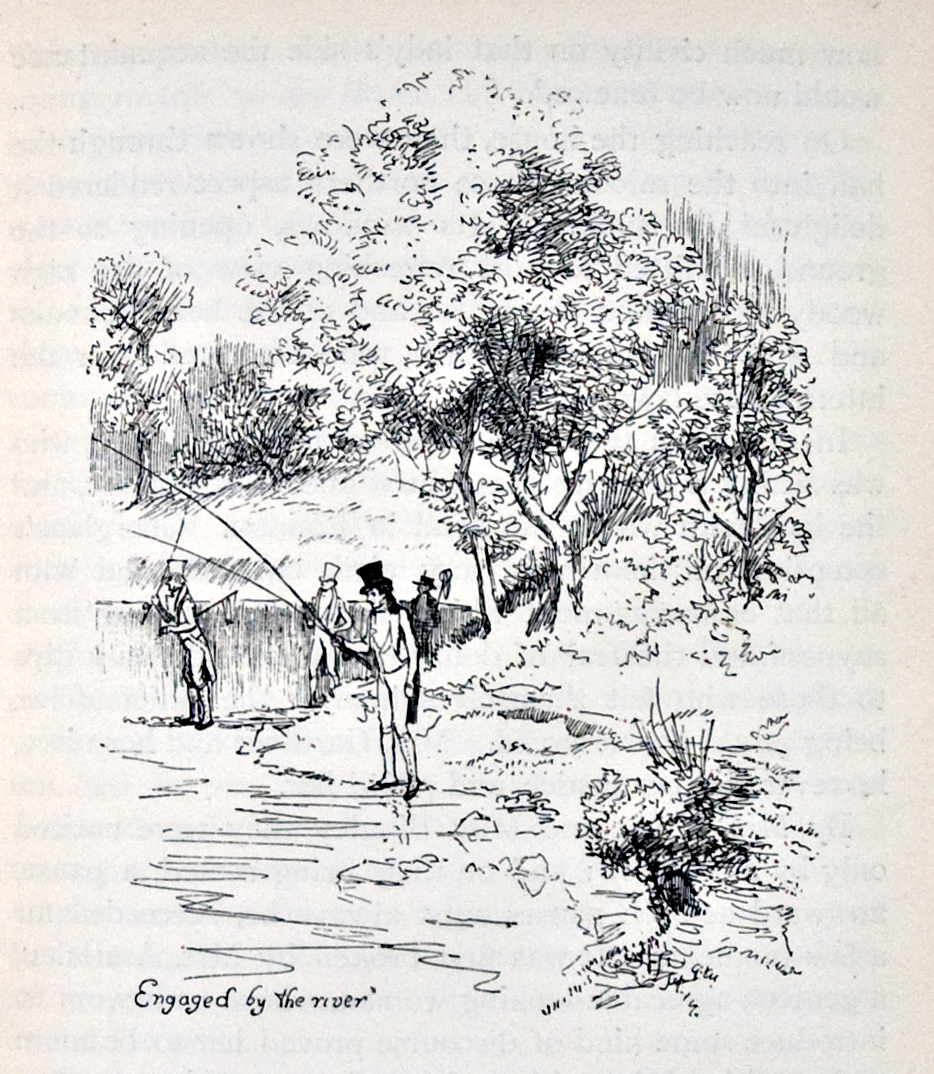
Ilustração de Hugh Thomson para edição de 1894 com os Srs. Gardiner, Darcy e outros aproveitando o rio em Pemberley.

Pemberley é uma propriedade fictícia citada na obra Orgulho e Preconceito e publicada em 1813, de autoria da escritora britânica Jane Austen. É a propriedade e residência ancestral do protagonista masculino Fitzwilliam Darcy. Está localizada em Derbyshire, a oito quilómetros da igualmente fictícia cidade de Lambton.
Ao descrever a propriedade, Austen utiliza um simbolismo atipicamente explícito para representar a casa geográfica do homem no centro do romance. Ao visitar Pemberley pela primeira vez e notar a personalidade profunda do proprietário sendo refletiva no local, Elizabeth Bennet se vê encantada com a beleza da paisagem circundante, assim como fica encantada com o próprio Sr. Darcy, pois a carta dele, os elogios da governanta e o próprio comportamento cortês dele em Pemberley, provocam uma mudança em sua opinião sobre Darcy.

## Em outras mídias
Ao longo dos anos, diversos locais na Inglaterra foram escolhidos para retratar Pemberley, mas somente depois que as adaptações deixaram de ser filmadas exclusivamente em estúdio. Dessa forma, Pemberley é excluída do filme Orgulho e Preconceito de 1940, estrelado por Greer Garson e Laurence Olivier com direção de Robert Z. Leonard, e também não possui representação nas primeiras versões televisivas. Apenas em 1967, em uma versão televisiva produzida pela BBC, é que a propriedade é apresentada através da locação Dyrham Park, localizada em Gloucestershire, esta versão é estrelada por Celia Bannerman e Lewis Fiander, com direção de Joan Craft e apresenta em sua última cena o casal olhando para Pemberley.
Renishaw Hall em Derbyshire, foi o cenário de Pemberley na adaptação televisiva de Orgulho e Preconceito da BBC de 1980, estrelada por Elizabeth Garvie e David Rintoul, com direção de Cyril Coke. Para a adaptação televisiva de Orgulho e Preconceito da BBC de 1995, estrelada por Jennifer Ehle e Colin Firth, com direção de Simon Langton, foi utilizado como cenário exterior de Pemberley, Lyme Park em Cheshire e como seu interior a propriedade Sudbury Hall em Derbyshire. Com direção de Joe Wright, a adaptação cinematográfica de Orgulho e Preconceito, de 2005, estrelada por Keira Knightley e Matthew Macfadyen, teve a Chatsworth House utilizada para as cenas externas de Pemberley. No entanto, Wilton House foi usada em muitas das cenas internas, como aquelas com Georgiana Darcy. Jane Austen menciona explicitamente Chatsworth na obra como uma das grandes casas que Elizabeth e seus tios visitaram antes de Pemberley.
Outras adaptações de obras inspiradas em Orgulho e Preconceito, também possuem referências a Pemberley, como no filme de 2001, O Diário de Bridget Jones, o qual a protagonista trabalha na editora Pemberley Press. Na web série The Lizzie Bennet Diaries (2012), Pemberley Digital é o nome da empresa de Darcy, sendo Pemberley o local de onde vem a família de seu pai na Inglaterra. Locações também foram utilizadas nas adaptações televisivas, que possuem Pemberley como cenário. A propriedade Harewood House, em West Yorkshire, foi o cenário de Pemberley na série de fantasia da ITV, Lost in Austen (2008). Algumas cenas internas da série de drama e suspense da BBC Morte em Pemberley de 2013, também foram filmadas em Harewood, além de Chatsworth ter sido novamente usada para cenas externas e algumas internas.

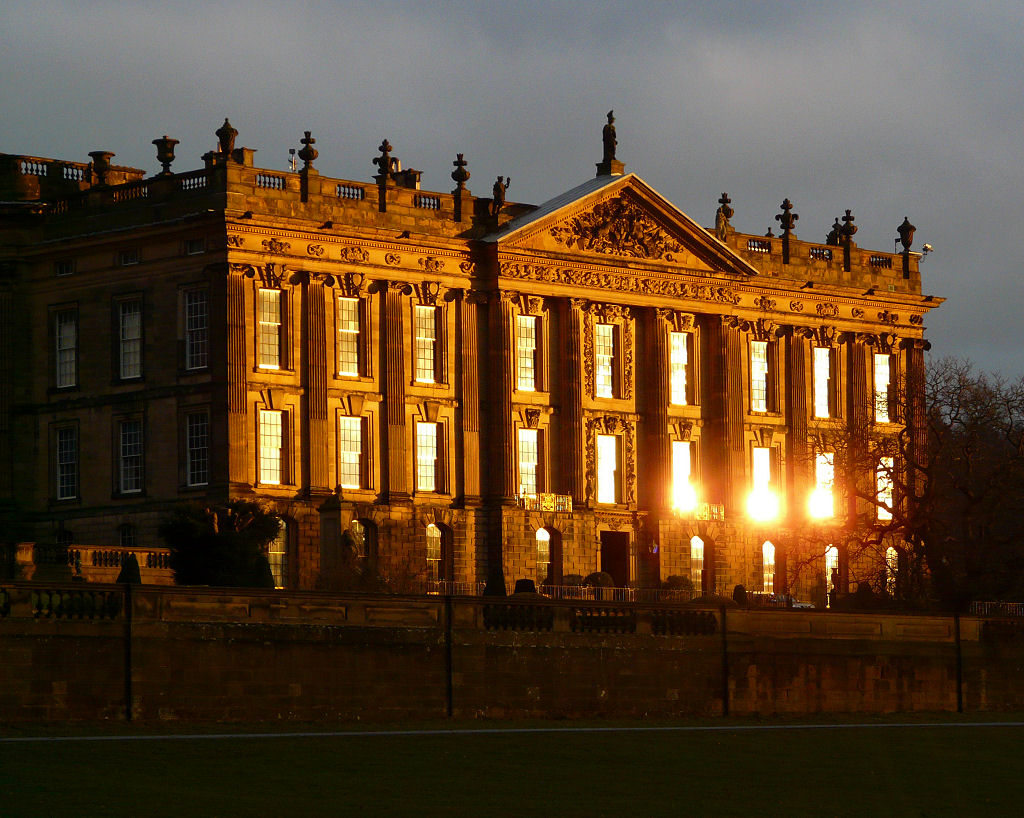
Chatsworth House como Pemberley em filme de 2005.
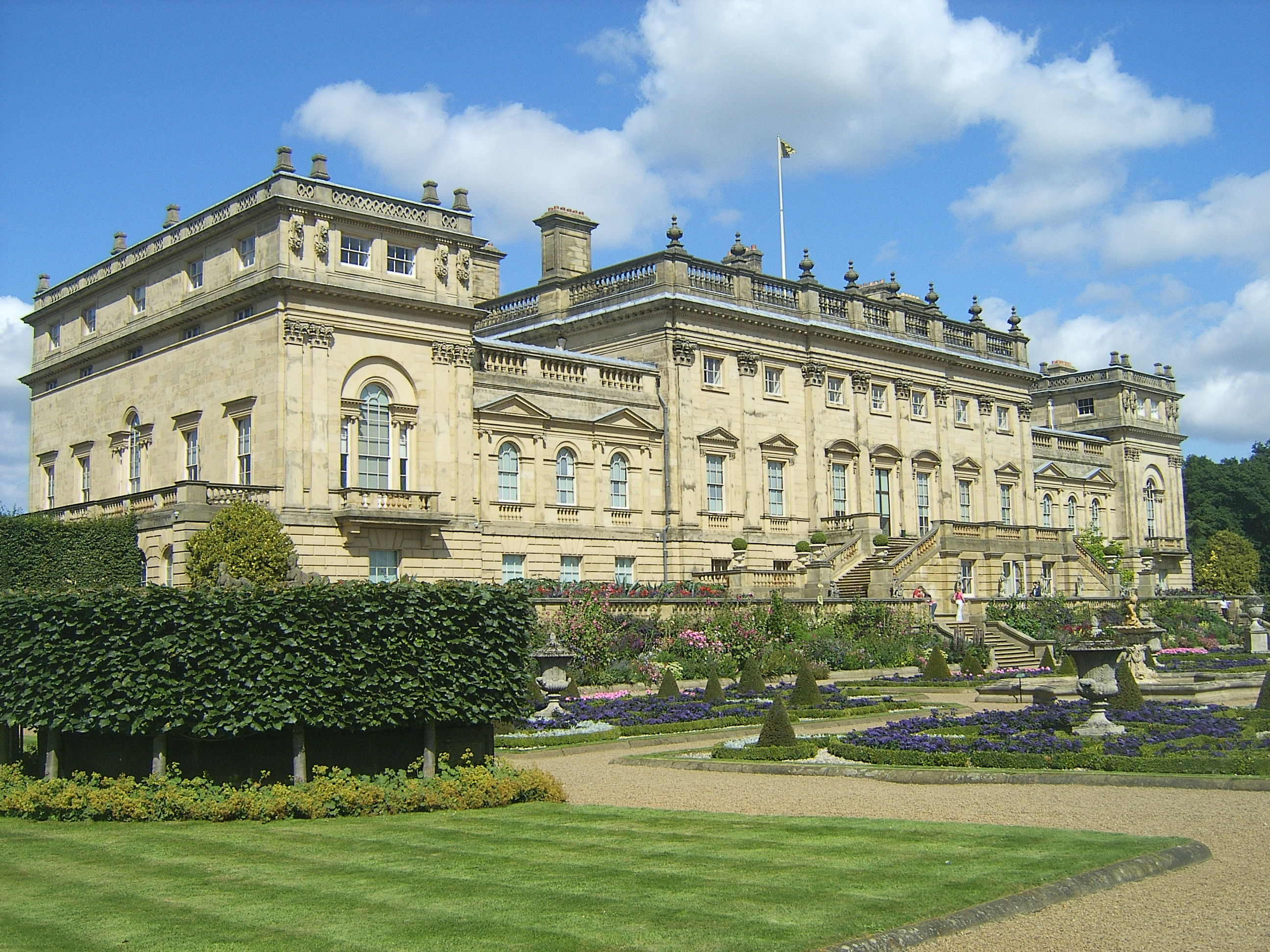
Harewood House como Pemberley em Lost in Austen.